# Estivella
Estivella – gmina w Hiszpanii, w prowincji Walencja, we wspólnocie autonomicznej Walencja, o powierzchni 20,92 km². W 2011 roku liczyła 1384 mieszkańców.